# Urmeniș
Urmeniș is een Roemeense gemeente in het district Bistrița-Năsăud.
Urmeniș telt 2178 inwoners.